# S6 (Georgië)
De S6 (Georgisch: საერთაშორისო მნიშვნელობის გზა ს6, Saertashoriso mnishvnelobis gza S6, weg van internationaal belang S6), ook bekend als 'Ponitsjala – Marneoeli – Goegoeti (grens van de Republiek Armenië)', is een 98 kilometer lange hoofdroute binnen het Georgische wegennet. Vrijwel de gehele S6 is een tweebaansweg en is in zijn geheel onderdeel van de Europese E117. Tussen Tbilisi en Marneoeli is de weg ook onderdeel van de Europese E001 en Aziatische AH81.

## Route
De S6 begint aan de zuidkant van hoofdstad Tbilisi als afsplitsing van de S4 en gaat via Marneoeli en Bolnisi naar de grensovergang met Armenië bij Goegoeti. Na de Georgisch-Armeense grens gaat de weg verder als M3 naar Vanadzor, de derde grootste stad van Armenië. Met uitzondering van de eerste drie kilometer in Tbilisi, ligt de weg in de regio Kvemo Kartli. In Marneoeli splitst de S7 af naar Sadachlo, de belangrijkste hoofdroute voor Armenië.

## Achtergrond
In 1960 werd de hedendaagse S6 onderdeel van de Sovjet-route 16 "Beslan - Ordzjonikidze (Vladikavkaz) - Tbilisi - Leninakan (Gjoemri) - Jerevan", een van de 37 genummerde "hoofdwegen van nationaal belang" in Sovjet-Unie. In 1982 introduceerde de Sovjet-Unie een nieuw systeem met drie niveaus, namelijk M, A en R wegen. De weg werd toen onderdeel van de A-304 "Tbilisi - Leninakan (tot A-306)".
In 1996 werd het Sovjet systeem vervangen en werd het moderne Georgische wegnummeringssysteem geïntroduceerd. Het Georgische deel van de A-304 werd omgenummerd naar S6 "Ponitsjala - Marneoeli - Goegoeti (grens van de Republiek Armenië)".